# Olanzapine
L'olanzapine (DCI) est un antipsychotique de seconde génération appartenant à la classe des thiénobenzodiazépines employé principalement pour traiter la schizophrénie et le trouble bipolaire,. Il peut également être utilisé dans les troubles psychotiques en général, dans certaines formes d'épisode dépressif majeur en association avec un antidépresseur, dans les troubles du comportement, dans le trouble de contrôle des impulsions et dans le trouble de la personnalité borderline, en dehors de son autorisation de mise sur le marché (off-label ou hors-AMM). On le retrouve commercialisé sous les noms Zyprexa, Zyprexa Velotab, Zyprexa Zydis, Zyprexa Relprevv et Zypadhera, et sous forme de médicament générique,,,.
Ce médicament est fabriqué et mis en vente par la compagnie pharmaceutique Eli Lilly depuis 1996,. Il fut l'un des premiers antipsychotiques de seconde génération à être approuvés par la Food and Drug Administration américaine,et il est devenu l'un des antipsychotiques les plus couramment utilisés.
L'olanzapine est reconnue comme étant l'un des antipsychotiques les plus puissants et efficaces pour traiter la schizophrénie et les troubles de l'humeur. Cependant, sa mauvaise tolérance et ses effets indésirables cardio-métaboliques (prise de poids, obésité, diabète, maladies cardiovasculaires,..), plus prononcés que ceux de la plupart des autres antipsychotiques, constituent souvent un frein à sa prescription,. Malgré cela, l'olanzapine est fréquemment utilisée pour les symptômes résistants, parfois en alternative à la clozapine,.

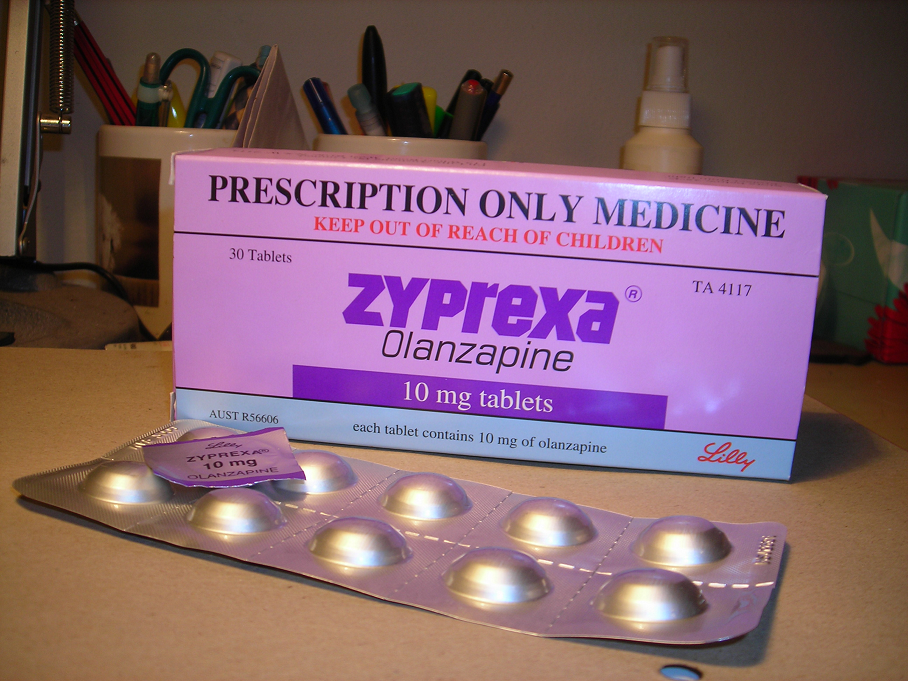
Boite de Zyprexa 10 mg sous forme de comprimés.

## Pharmacologie

### Pharmacodynamique

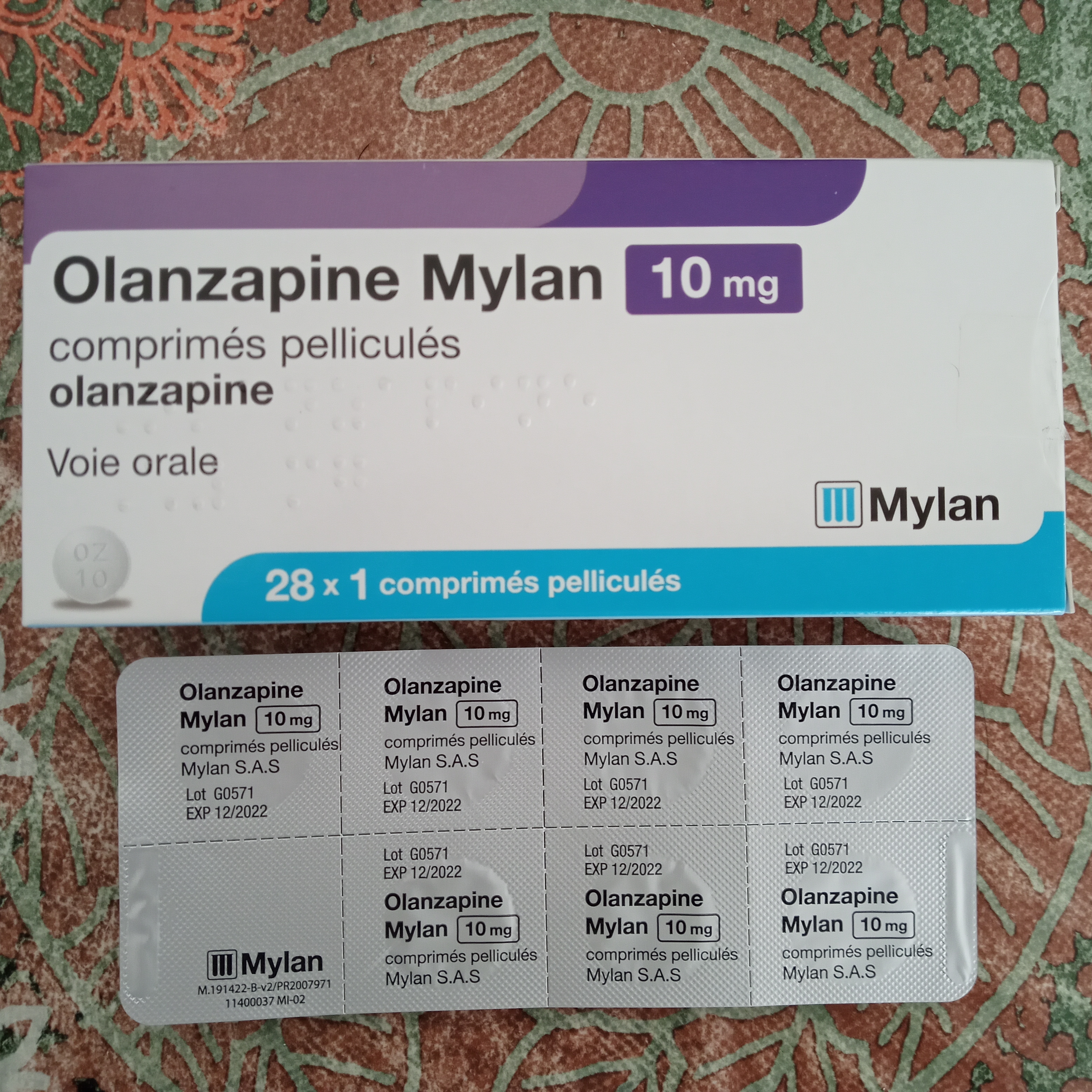
Une boîte d'olanzapine Mylan 10 mg sous forme de comprimés pelliculés

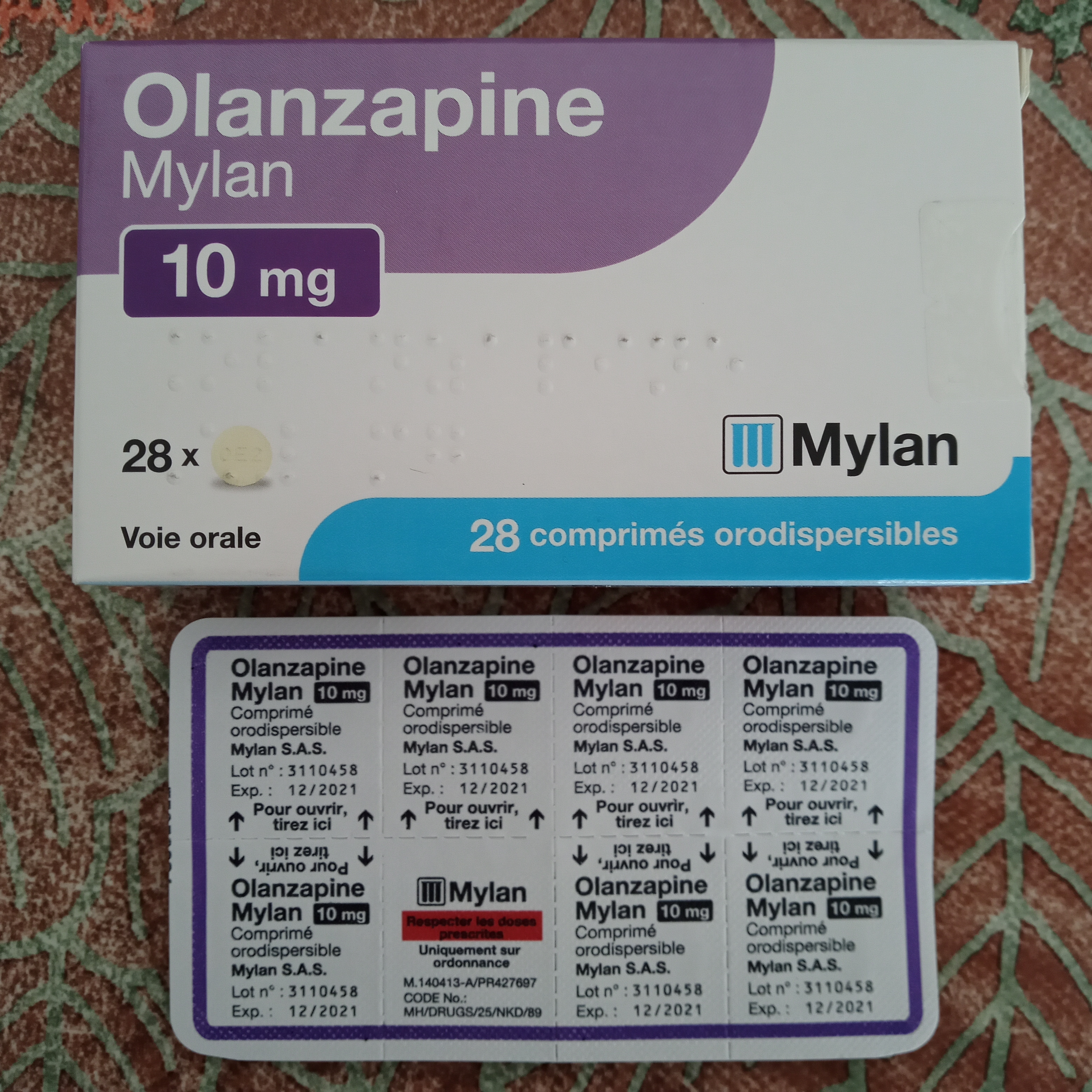
Une boîte d'olanzapine Mylan 10 mg sous forme de comprimés orodispersibles

L'olanzapine est structurellement similaire à la clozapine, dont elle est un dérivé plus moderne conçu pour offrir une meilleure tolérance hématologique, la clozapine pouvant entraîner des effets indésirables graves tels qu'une agranulocytose. L'olanzapine a été développée en partie pour éviter la nécessité d'un suivi hématologique intensif. Elle partage certaines similitudes avec la clozapine dans son mécanisme d'action.

#### Mécanisme d'action
Comme la plupart des antipsychotiques de seconde génération, l'olanzapine possède un antagonisme des récepteurs sérotoninergiques 5HT2A avec une affinité de liaison plus forte pour les récepteurs 5HT2A que pour les récepteurs dopaminergiques D2.
L'olanzapine détient une forte affinité de liaison aux récepteurs sérotoninergiques 5HT2A, 5HT2C et 5HT6, aux récepteurs dopaminergiques D1, D2, D3 et D4, au récepteur histaminique H1 et aux récepteurs adrénergiques α1. Son affinité de liaison est plus modérée aux récepteurs sérotoninergiques 5HT3 et muscariniques M1, M2, M3, M4 et M5. Son affinité de liaison est faible avec le récepteur GABAA, le site BZD et les récepteurs β-adrénergiques,.
Elle détient des propriétés antipsychotiques (antidélirantes, antihallucinatoires) et antimaniaques principalement de par son action antidopaminergique anti-D2. Ses actions anticholinergique anti-M1 et antisérotoninergique anti-5HT2A semblent contribuer à réduire les effets indésirables, notamment moteurs (extrapyramidaux) induis par l'antagonisme dopaminergique. Son antagonisme des récepteurs histaminiques H1 et adrénergiques α1 contribue à ses effets anxiolytiques et sédatifs marqués.
Le mécanisme d'action exact de l'olanzapine reste cependant encore inconnu à ce jour.

### Pharmacocinétique

#### Voie orale
L'olanzapine présente une cinétique linéaire. Son élimination a une demi-vie de 21 à 54 heures, soit en moyenne 37 heures et demie ou un peu plus qu'une journée et demie complète [deux heures de plus que trente-six heures (36 h + 1 h 30 min en moyenne toujours)]. Les concentrations en plasma au repos sont atteintes en environ une semaine. L'olanzapine subit le métabolisme de premier ordre et la disponibilité organique n'est pas affectée par la prise alimentaire.
L’olanzapine fait maintenant partie de la quadrithérapie antiémétique des nausées et vomissements chimio-induits (associée à un sétron, à la dexaméthasone, et un inhibiteur de NK1). L’indication est liée aux chimiothérapies hautement émétisantes.

## Efficacité et balance bénéfice-risque
L'olanzapine est considérée comme une molécule possédant un bon rapport bénéfice/risque et possédant une efficacité dans la réduction des symptômes du trouble bipolaire et de la schizophrénie. 
Elle diminue le risque d'idées suicidaires et de tentatives de suicide mais moins que la clozapine. 

### Commission de la Transparence
La Commission de la Transparence (HAS, Saint-Denis, France) a évalué son service médical rendu important et une amélioration de service médical rendu important (ASMR = III).

### Prescrire
La revue Prescrire a évalué que l'olanzapine n'apportait rien de nouveau ni dans les troubles bipolaires ni dans la schizophrénie.

## Législation
En Belgique, en Suisse, en France et au Canada, il est délivré exclusivement sur ordonnance.

## Faits de sociétés liés

### Contrefaçon
En Belgique, le 25 mai 2007, une circulaire du SCM (service de contrôle des médicaments) annonçait que l'Agence fédérale des médicaments et des produits de santé (dépendant du SPF Santé) et eux-mêmes avaient été informés par la firme Eli Lilly Benelux de l'identification en Grande-Bretagne de trois lots contrefaits de Zyprexa 10 mg comprimés pelliculés, de présentation française, qui avaient été livrés en Grande-Bretagne à des importateurs parallèles. Les numéros de lot de ces produits contrefaits étaient identiques à des lots mis sur le marché en France par Lilly France,.

### Controverses judiciaires
Entre 2005 et 2007, de nombreux procès d'usagers américains sont intentés à la firme Lilly pour le motif d'une information insuffisante liée aux effets secondaires indésirables, notamment au sujet des conséquences sur le métabolisme (obésité, diabète) qui seraient induites par le médicament. Aux États-Unis, la firme a été condamnée à une amende record de 1.4 milliard de dollars pour avoir encouragé la prescription de son produit hors des indications fixées (notamment dans un but de sédation).